# Bushy Park Circuit
Der Bushy Park Circuit ist eine Motorsport-Rennstrecke in Saint Philip in Barbados. Der Rundkurs ist aktuell der einzige in dem Land.

## Geschichte
Die ursprüngliche Kurs wurde 1971 erbaut und eröffnet, doch mit der Ölkrise musste er 1975 schließen. Die Wiedereröffnung fand in den 1990er-Jahren statt und in den Folgejahren konnte der Kurs renoviert und erweitert werden. Die ersten Rennen fanden wenig später auch statt, wobei die Zuschauerzahlen bei um die 15.000 lagen.
Mit dem Ziel, die Strecke auf den FIA-Grad 3 zu bringen, fanden ab 2013 erneut Umbauten statt, welche ein Jahr später beendet wurden. Zur Eröffnungsfeier waren unter anderem die Moderatoren der Fernsehserie Top Gear und der Formel-1-Fahrer Lewis Hamilton zugegen. Im Folgejahr wurde der Kurs zum Austragungsort des Race of Champions 2014.
2018 wurde die Strecke neu asphaltiert. Seitdem starten der Radical Caribbean Cup und die Barbados Auto Racing League auf der Strecke.

## Die Strecke
Die Anlage umfasst den bis zu 2,012 Kilometer langen FIA-Grad-3-Kurs, der in verschiedenen Varianten gefahren werden kann. Neben der Hauptstrecke ist eine Rallycross-Strecke Teil der Anlage.